# Yūji Nariyama
Yūji Nariyama (jap. 成山 裕治, Nariyama Yūji; * 20. Mai 1971 in der Präfektur Kyoto) ist ein ehemaliger japanischer Fußballspieler.

## Karriere
Nariyama erlernte das Fußballspielen in der Schulmannschaft der Yamashiro High School und der Universitätsmannschaft der Kinki-Universität. Seinen ersten Vertrag unterschrieb er 1994 bei Kyoto Purple Sanga. Der Verein spielte in der zweithöchsten Liga des Landes, der Japan Football League. 1995 wurde er mit dem Verein Vizemeister der Japan Football League und stieg in die J1 League auf. Für den Verein absolvierte er 43 Spiele. Ende 1996 beendete er seine Karriere als Fußballspieler.